# Oliver Carter
Oliver Sauter (* unbekannt in Zürich, Schweiz) ist ein Schweizer Wrestler. Er stand zuletzt bei der WWE unter Vertrag und trat regelmäßig in deren Show NXT auf. Sein bislang größter Erfolg ist der Erhalt der NXT UK Tag Team Championship.

## Wrestling-Karriere

### Independent-Ligen (seit 2012)
Sein erstes Match bestritt Sauter am 12. Mai 2012 bei Swiss Championship Wrestling. Er trat unter dem Ringnamen Mr. Exotic Erotic an und verlor gegen Belthazar. Am 27. Oktober gewann er zusammen mit Cash Crash die SCW Tag Team Championship, hierfür besiegten sie Bad Snake & Magic Sly. Die Regentschaft hielt bis zum 28. September 2013, als sie die Titel an Pancho & Sancho verloren. Anfang 2014 begann er für New European Championship Wrestling zu kämpfen, hier besiegte er am 1. Februar 2014 seinen ehemaligen Tag Team Partner Cash Crash. Im Laufe des Jahres kämpfte er noch für Swiss Wrestling Entertainment und Classic Wrestling Entertainment. Über die Zeit kämpfte er für weitere diverse Independent-Ligen, unter anderem für Westside Xtreme Wrestling, Rising Sun Wrestling, Frontier Championship Wrestling, German Hurricane Wrestling und German Wrestling Federation. Hier gewann er diverse Titel.

### World Wrestling Entertainment (2019–2022)
Am 19. April 2019 debütierte Carter bei NXT UK. Er bestritt ein Dark Match, welches er gegen Kassius Ohno verlor. Er bestritt diverse Matches, welche er stets verlor. Am 16. November 2019 konnte er seiner Niederlagenserie ein Ende setzen. Er besiegte zusammen mit Ashton Smith The Outliers Dorian Mak & Riddick Moss. Am 17. Januar 2020 kehrte er in die TV Shows von NXT UK zurück. Hier besiegte er zusammen mit Smith Pretty Deadly Lewis Howley & Sam Stoker. Am 7. März nahm er an einer Battle Royal teil, um den nächsten Herausforderer für die NXT UK Championship zu ermitteln, das Match konnte er jedoch nicht gewinnen.
Am 2. Juni 2022 gewann er zusammen mit Ashton Smith die NXT UK Tag Team Championship. Hierfür besiegten sie Moustache Mountain Trent Seven und Tyler Bate. Die Regentschaft hielt 21 Tage, bis sie die Titel aufgrund der Verletzung von Smith niederlegten. Am 18. August 2022 wurde bekannt gegeben, dass Carter von der WWE entlassen wurde.

## Titel und Auszeichnungen
- World Wrestling Entertainment
  - NXT UK Tag Team Championship (1×) mit Ashton Smith

- Swiss Wrestling Entertainment
  - SWE Championship (1×)

- Swiss Championship Wrestling
  - SCW Tag Team Championship (1×) mit Cash Crash

- New European Championship Wrestling
  - New World Heavyweight Championship (1×)

- German Wrestling Federation
  - GWF Tag Team Championship (1×) mit Senza Volto

- German Hurricane Wrestling
  - GHW Zero Gravity Cup Championship (1×)

- Championship Of Wrestling
  - cOw Interstate Championship (1×)
  - cOw Heavyweight Championship (1×)